# 앱소울
허버트 안토니 스티븐스 4세(Herbert Anthony Stevens IV, 1987년 2월 23일 ~ )는 흔히 앱소울 (Ab-Soul)로 불리는 미국의 힙합 가수이다. 현재 켄드릭 라마, 스쿨보이 큐 등이 소속된 레이블인 탑 독 엔터테인먼트에 소속되어 있으며, 총 세 장의 정규 음반("Longterm Mentality (2011)", "Control System (2012)", "These Days... (2014)")을 발표했다.